# 沃斯堡現代美術館
沃斯堡現代藝術博物館（英語：Modern Art Museum of Fort Worth）是一座位於美國德克薩斯州沃思堡的藝術博物館，收藏有國際性的現代和當代藝術。
該博物館成立於1892年，位於該市的文化區，其廳舍由建築師安藤忠雄設計，於2002年向公眾開放。該博物館現在已獲得美国博物馆联盟的認可，永久收藏超過3,000件藝術品。

## 概要
該博物館最初於1892年獲得德克薩斯州的特許經營權而成立，創立名稱為沃斯堡公共圖書館和藝術畫廊（Fort Worth Public Library and Art Gallery），並在隨後沃斯堡的多個不同場所演變過幾次名稱。該博物館的使命是「收集、展示和詮釋國際上二戰後各種媒介的藝術發展。」

## 廳舍設計
該博物館現有的建築是由來自日本的建築師安藤忠雄設計，於2002年12月14日星期六向公眾開放。該館的首席策展人邁克爾·奧平（Michael Auping，1993年至2017年在該館擔任策展人）在該五年的設計過程中與安藤密切合作，以確保著建築物的室內空間符合策展人和藝術家的展示需求。
建築採用三個長廊道置於一個反射池中，提供53,000平方英尺（4,900平方公尺）的展廳空間。2019年，該建築被《建築文摘》選為德克薩斯州最佳設計建築。安藤的建築設計位於文化區，毗鄰金貝爾藝術博物館和阿蒙·卡特美國藝術博物館。

## 收藏
沃斯堡現代藝術博物館是美國中部地區現代與當代藝術收藏中最重要的館藏之一。該館收藏的大部分作品的年代均在1945年至今之間。涵蓋多種運動、主題和風格，包括抽象表現主義、色域繪畫、波普藝術和極簡主義，以及1970年代以來的新形象繪畫、抽象和具象藝術的最新發展，以及攝影、影像和數位的當代運動。
該博物館的永久收藏品包括超過3,000件作品，包括巴勃羅·畢卡索、菲利普·加斯顿、安塞尔姆·基弗、罗伯特·马瑟韦尔、蘇珊·羅森伯格、杰克逊·波洛克、馬丁·普爾耶、葛哈·李希特、里查·塞拉、马克·罗斯科、艾格尼丝·马丁、辛蒂·雪曼、弗朗西斯·培根和安迪·沃荷等人的作品。
美術館至今也不斷收購來自美國和國際藝術家的重要作品，包括卡伍斯、凱德·威利、馬丁·古鐵雷斯、洛娜·辛普森、馬克·布拉德福德、日本藝術家村上隆、尼日利亞出生的藝術家尼吉德卡·阿庫尼利·克羅斯比、墨西哥概念藝術家馬里奧·加西亞·托雷斯、出生於伊朗的藝術家卡姆魯茲·阿拉姆、德國雕塑家和攝影師托馬斯·德曼以及肯亞裔美國視覺藝術家萬格奇·穆圖的作品。

## 外部連結
- 官方网站

32°44′57″N 97°21′47″W / 32.749287°N 97.363069°W